# 튀르키예 외교부

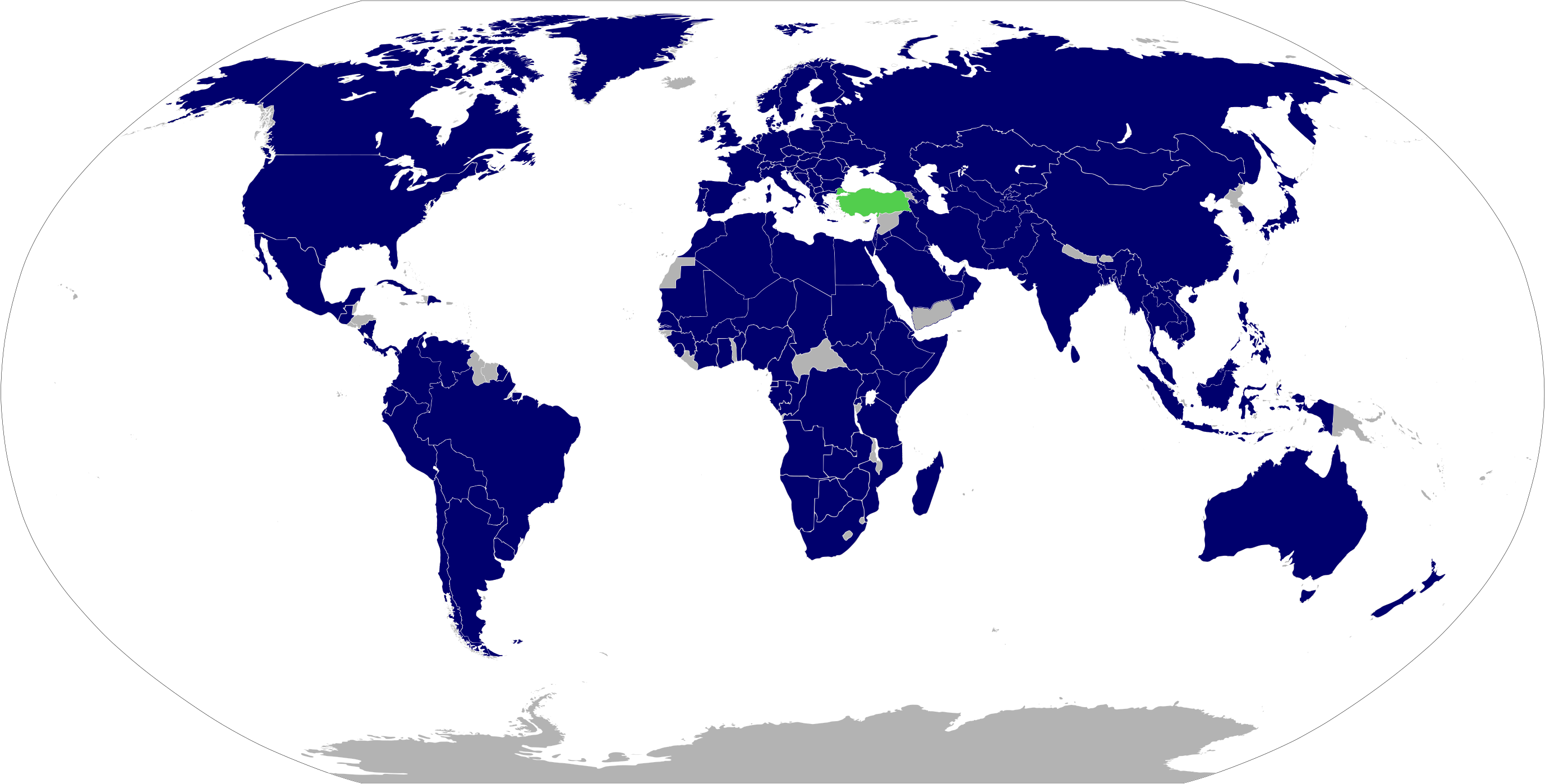
튀르키예 재외공관이 있는 국가 지도

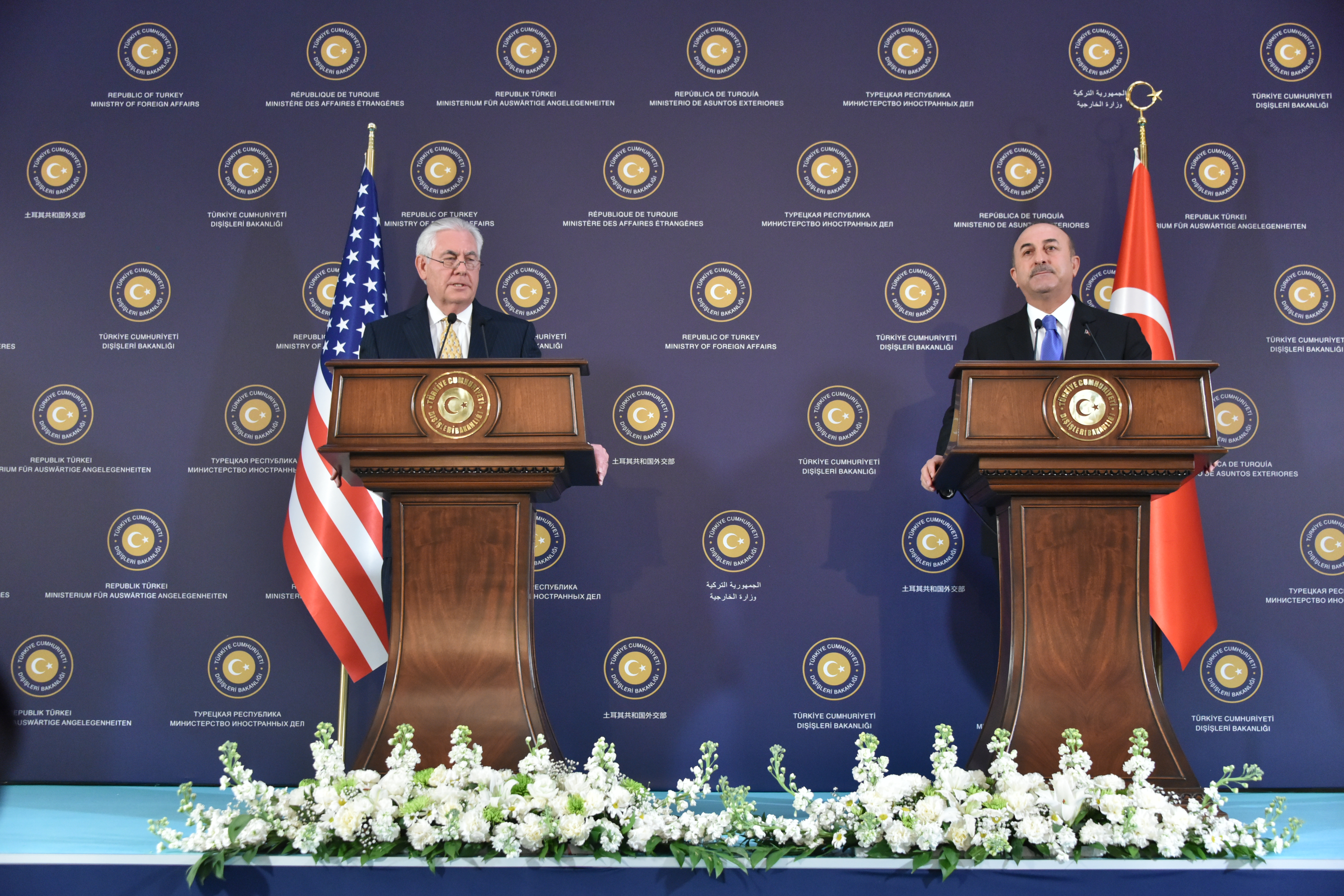
미국-튀르키예 외교부 공동성명식

튀르키예 외교부(튀르키예어: Dışişleri Bakanlığı)는 튀르키예 공화국의 외교 관계를 수행하는 정부 기관이다. 외교부는 해외에 있는 튀르키예의 외교 공관과 튀르키예 문화의 진흥뿐만 아니라 국익에 부합하는 튀르키예의 외교 정책을 수행하는 데 책임이 있다. 1920년 5월 2일에 설립된 외교부의 주요 업무는 외교 공관 관리, 국제 조약 및 협정 협상, 유엔에서 튀르키예 공화국을 대표하는 것이다. 외교부는 튀르키예의 수도 앙카라에 본부를 두고 있으며 해외에 대사관, 상설 대표 사무소 및 총영사관으로서 200개 이상의 공관을 두고 있다. 2021년 현재 외교부는 전 세계에 235개의 외교 직책을 유지하고 있다. 현재 외교부 장관은 2023년 6월 3일부터 직무를 수행중인 하칸 피단이다.

## 외교 임무
외교부는 200개 이상의 국가와 지역에 대사관, 영사관, 대표부 등을 포함하는 튀르키예의 재외공관을 감독한다.

## 남녀 평등
2023년 4월 현재 튀르키예 대사의 42%, 튀르키예 총영사의 15%가 여성으로 구성된다. 즉 대사 172명 중 여성은 72명, 총영사 97명 중 여성은 14명이다.

## 조직

### 장관실
이는 외교부 고위직이며, 부처의 운영 전반을 관리하는 역할을 한다. 외교부 장관은 3명의 차관과 여러 명의 자문 위원들이 보좌한다.

### 중앙조직
- 정무과는 튀르키예의 대외정책 개발과 실행을 담당한다. 국제정치적 전개를 분석하고 연구를 수행하며 정부에 정책권고를 제공한다.
- 경제과는 튀르키예의 경제적 이익을 해외로 증진시키는 역할을 담당한다. 무역과 투자를 늘리고 다른 국가와의 경제적 관계를 개선하며 해외에 진출한 튀르키예 기업을 지원하는 역할을 한다.
- 유럽연합과는 튀르키예와 유럽 연합(EU)의 관계를 담당한다. 튀르키예의 EU 가입 협상을 조정하고 튀르키예의 이익에 영향을 미치는 EU 정책을 모니터링한다.
- 다자외교과는 튀르키예가 유엔, 유럽안보협력기구, 이슬람협력기구 등 국제기구에 참여하는 역할을 담당한다.
- 영사업무과는 재외 튀르키예 시민과 튀르키예에 거주하는 외국 국적자에게 영사 서비스를 제공한다. 여권과 비자를 발급하고, 튀르키예 국적자에게 긴급 상황 시 도움을 제공하며, 재외 튀르키예 시민의 권리 보호를 위해 노력한다.
- 문화과는 튀르키예의 문화와 언어를 해외에 알리는 역할을 담당한다. 문화 행사를 주관하고 외국에서의 튀르키예어 수업을 지원하며 튀르키예와 다른 국가들 간의 학술 및 문화 교류를 원활하게 한다.
- 의전실은 외국 고위 인사의 공식 방문을 관리하고 외교부가 주최하는 행사를 주관하는 역할을 하며, 해외 튀르키예 공관에 대한 물류 지원도 제공한다.
- 해외홍보공공외교과는 튀르키예의 이미지를 해외에 알리고 해외 공공사회와의 관계를 개선하는 역할을 하며, 공공외교 활동을 수행하고 튀르키예 문화원을 관리한다

### 출장소
외교부는 다음 지도에 나타난 도시에서 출장소를 운영하고 있다.

### 해외 단체
튀르키예 대사관, 총영사관, 상임대표부, 통상사무소는 중앙조직과 반(半)분리되어 있다. 이들은 장관실의 명령을 따르며, 재외공관 내에서는 공관장이 대표자이다. 튀르키예 외교부 내 대사는 대사관의 장 또는 상임대표를 맡는다. 대사는 중화민국(대만)에 있는 유일한 튀르키얘 무역사무소의 장이기도 하다. 영사는 총영사에 의해  지휘된다.

## 튀르키예 외교부 관련 주요 현안
| 키프로스 분쟁                                       |
| 튀르키예 와 EU                                      |
| 튀르키예 안보( NATO )                               |
| 테러                                                |
| 1915년 사건에 관한 튀르키예 와 아르메니아 간의 논쟁 |
| 에너지 문제                                         |
| 물 문제                                             |
| 환경 정책                                           |
| 튀르키예 해협                                       |
| 갈등 해결 및 조정                                   |
| 군비 통제 및 군축                                   |
| 해외에 거주하는 튀르키예 시민                       |
| 튀르키예의 다자간 운송 정책                         |
| 인권                                                |
| 튀르키예의 비정규 이주                              |
| 튀르키예의 인신매매 관련                            |
| 약물 퇴치                                           |
| 조직범죄 퇴치                                       |
| 부패 척결                                           |
| 튀르키예의 인도적 지원                              |
| 튀르키예의 국내실향민(IDP)                          |
| 해양 문제                                           |
| 문명 동맹 이니셔티브                                |

## 국제기구
튀르키예공화국은 26개 국제기구의 회원국이며, 이들 조직과 튀르키예 간의 협의는 외교부가 담당한다.
| 국제기구                                           | 튀르키예 공화국의 지위 |
| -------------------------------------------------- | ---------------------- |
| 아시아 협력 대화                                   | 회원국                 |
| 아프리카 연합                                      | 옵저버국               |
| 흑해 해군                                          | 회원국                 |
| 라틴 아메리카 및 카리브해 국가들의 공동체          | 옵저버                 |
| 아시아에서의 상호작용과 신뢰 구축 조치에 관한 회의 | 회원국                 |
| 흑해 경제협력 기구                                 | 창립국                 |
| 유럽 협의회                                        | 회원국                 |
| D-8 경제협력기구                                   | 회원국                 |
| 경제협력기구                                       | 회원국                 |
| 국제 형사법원                                      | 연례 회의              |
| 아랍 리그                                          | 옵저버                 |
| MIKTA                                              | 회원국                 |
| NATO                                               | 회원국                 |
| 이슬람 협력 조직                                   | 회원국                 |
| 유럽 안보 및 협력 조직                             | 회원국                 |
| 경제협력 및 개발 조직                              | 회원국                 |
| 지중해 연합                                        | 회원국                 |
| 유엔                                               | 회원국                 |
| 유엔 평화유지군                                    | 회원국                 |
| 핵실험 금지 조약                                   | 회원국                 |
| 튀르키예 국가 조직                                 | 회원국                 |
| 국제 튀르키예 문화 조직                            | 회원국                 |
| 건조한 지역 에 대한 국제 농업 연구 센터            | 회원국                 |
| 아메리카 국가 기구                                 |                        |
| OPEC                                               |                        |

## 상훈
1989년부터 튀르키예 외교부는 특별한 기여를 한 개인과 조직에게 상훈을 수여하고 있다.

## 같이 보기
- 튀르키예 외무장관 목록
- 튀르키예 외교공관 목록
- 튀르키예의 외교관계
- 튀르키예의 정치
- 오스만 제국 외무부